# Птаковиці (Сілезьке воєводство)
Птаковиці (пол. Ptakowice, нім. Ptakowitz, 1936-45: Dramatal-Ost) — село в Польщі, у гміні Зброславиці Тарноґурського повіту Сілезького воєводства.
Населення — 608 осіб (2011).
У 1975-1998 роках село належало до Катовицького воєводства.

## Демографія
Демографічна структура станом на 31 березня 2011 року:
|          | Загалом | Допрацездатний вік | Працездатний вік | Постпрацездатний вік |
| -------- | ------- | ------------------ | ---------------- | -------------------- |
| Чоловіки | 305     | 37                 | 232              | 36                   |
| Жінки    | 303     | 38                 | 197              | 68                   |
| Разом    | 608     | 75                 | 429              | 104                  |